# Севрюково (Калузька область)
Севрюково (рос. Севрюково) — присілок в Малоярославецькому районі Калузької області Російської Федерації.
Населення становить 7 осіб. Входить до складу муніципального утворення Присілок Захарово.

## Історія
Від 2004 року входить до складу муніципального утворення Присілок Захарово.

## Населення
| 2002 | 2010 |
| ---- | ---- |
| 82   | ↘7   |